# Bertran de Born lo Filhs
Bertan de Born lo Filhs (ca. 1179-1233...) fou un trobador occità, fill del trobador homònim Bertran de Born, d'aquí que se l'anomeni lo Filhs ("el fill"). Se'n conserven només dos sirventesos d'atribució segura.

## Vida
Aquest trobador fou fill de Bertran de Born i de Raimonda, que, segons consta en documents d'arxiu, el 1179 tenien dos fills, Bertran i Itier, que aleshores deurien ser relativament petits. Consta que els dos foren armats cavallers el 1192. Precisament el 1192 Bertran de Born es tornà a casar amb Felipa, amb qui tingué també dos fills: un anomenat també Bertran i l'altre Constantí. De totes maneres, es descarta que el trobador fos aquest segon Bertran perquè una de les peces de Bertran de Born lo Filhs es data el 1206, data en què aquest segon Bertran hauria estat massa petit per compondre-la.
En les atribucions que en fan els cançoners hi ha algunes confusions amb les peces atribuïdes al seu pare.

## Obra
Se'n conserven només dos sirventesos. El més conegut és Quan vei lo temps renovelar, escrit contra Joan sense Terra i enviat a Savaric de Mauleon en la tornada. Aquest sirventès, per les dades que esmenta, s'ha de datar en la primavera de 1206. El text va precedit d'una llarga razó. També és interessant perquè evoca (comparant negativament a Joan Sense Terra) l'ajuda que prestà Lluís el Piadós a Guillem de Tolosa a Aurenja quan era assetjat pel sarraí Tibaut; aquesta referència a personatges de l'èpica ha d'al·ludir a una versió d'una cançó de gesta sobre el setge d'Aurenja, no conservada. En el mateix text es fa una altra referència literària quan es diu que Joan s'assembla poc a Galvany (cavaller artúric).
L'altre sirventès és de temàtica amorosa i dirigit a una dama que du per senhal Flor de Lis. Se li atribueixen encara altres sirventesos, habitualment atribuïts al seu pare, però aquestes hipòtesis no són segures.

### Sirventesos
- (81,1)[3] Quan vei lo temps renovelar
- (81,1a) Un sirventes, voil obrar d'alegratge

### Repertoris
- Guido Favati (editor), Le biografie trovadoriche, testi provenzali dei secc. XIII e XIV, Bologna, Palmaverde, 1961, pàg. 231
- Alfred Pillet / Henry Carstens, Bibliographie der Troubadours von Dr. Alfred Pillet […] ergänzt, weitergeführt und herausgegeben von Dr. Henry Carstens. Halle : Niemeyer, 1933 [Bertan de Born lo Filhs és el número PC 81]
- Martí de Riquer, Vidas y retratos de trovadores. Textos y miniaturas del siglo XIII, Barcelona, Círculo de Lectores, 1995 p. 63-65 [Reproducció de la vida, amb traducció a l'espanyol]